# Пригов Володимир Борисович
Володи́мир Бори́сович При́гов (1924—1944) — радянський військовик часів Другої світової війни, командир СУ-76 867-го самохідного артилерійського полку 19-го танкового корпусу (Перший Прибалтійський фронт), молодший лейтенант. Герой Радянського Союзу (1945).

## Життєпис
Народився 7 квітня 1924 року в місті Києві в родині робітника. Єврей. Член ВЛКСМ. Навчався у київській школі № 19.
У 1942 році добровільно вступив до лав РСЧА. У 1944 році закінчив військове училище. Учасник німецько-радянської війни з 1944 року. Воював на 1-у Прибалтійському фронті.
Особливо командир СУ-76 867-го самохідного артилерійського полку молодший лейтенант В. Б. Пригов відзначився під час боїв у Прибалтиці. 17 вересня 1944 року, діючи в районі висоти 80.0 Русас, поблизу латвійського селища Суніши, екіпаж його САУ зав'язав зустрічний бій з чисельно переважаючими силами супротивника. Під час бою екіпажем знищено 1 танк типу «Тигр», 2 бронетранспортери з піхотою. Ведучи постійний вогонь по ворожій колоні чисельністю до 30 одиниць бронетехніки, змусив її зупинитись. Прийшовши до тями, ворог відкрив вогонь у відповідь. Прямим влученням СУ-76 була підбита, а молодший лейтенант В. Б. Пригом отримав при цьому поранення. Попри це продовжував керувати боєм. Другим снарядом САУ була підпалена, але екіпаж спромігся загасити пожежу, що почалась і продовжував вести бій, знищивши ще 3 вантажівки з піхотою. У ході бою В. Б. Пригов був вдруге смертельно поранений, а його САУ знов підпалена.
Похований на військовому кладовищі в селищі Слампе, передмісті Тукумса (Латвія).

## Нагороди
Указом Президії Верховної Ради СРСР від 24 березня 1945 року, «за зразкове виконання бойових завдань командування на фронті боротьби з німецькими загарбниками та виявлені при цьому відвагу і героїзм», молодшому лейтенантові Пригову Володимиру Борисовичу присвоєне звання Героя Радянського Союзу (посмертно).
Також нагороджений орденами Леніна (24.03.1945) і Вітчизняної війни 2-го ступеня (08.09.1944).

## Пам'ять
Одна з вулиць Тукумса названа ім'ям Володимира Пригова.
У місті Акташ Самаркандської області Узбекистану встановлено погруддя Героя.